# Spartina spartinae
Spartina spartinae, la paja chuza o espartillo es una especie de planta fanerógama perteneciente a la familia de las poáceas.

## Descripción
Es una planta perenne en la cual coexisten dos vías de propagación: sexual y asexual por medio de rizomas. Es nativa de Argentina, inclusive se encuentra aclimatada a las Islas Malvinas. La sp. tiene una distribución vicaria con "áreas de dispersión" en el norte de Argentina y en Paraguay; y otra alrededor del Golfo de México. En Argentina forma inmensos espartillares en los Bajos submeridionales de Santa Fe, en las regiones subchaqueñas y pampeanas de Santa Fe, en suelos salinos de la Cuña Boscosa de Santa Fe, en Mar Chiquita (Córdoba) y al norte de los pantanales de Patiño de la provincia de Formosa. Aparentemente no se halla en el Pantanal Brasileño, y aparece en el Paraguay. Al sur el último gran espartillar es el encontrado sobre el paralelo 33ºS en las proximidades del aeropuerto de Fisherton "Islas Malvinas", ciudad de Rosario (Lewis & Collantes 1975), aunque algunas macollas de Spartina argentinensis se pueden encontrar en los espartillares de Spartina densiflora Brongniart del sur de Santa Fe. Parodi (1930) no cita la especie en su catálogo de la flora de Pergamino donde si encontró espartillares de Spartina densiflora, tampoco es mencionada en la flora de Buenos Aires (Cabrera 1970), ni en la nueva versión del manual de la flora de los alrededores de Buenos Aires (Cabrera & Zardini 1993), por lo que podemos suponer que esta especie no se encontraba en la provincia de Buenos Aires. 

## Taxonomía
Spartina spartinae fue descrita por (Trin.) Merr. y publicado en Contributions from the United States National Herbarium 17(3): 329. 1913.
Etimología
Spartina: nombre genérico que deriva de las palabras griegas spartine (una cuerda hecha de esparto, Spartium junceum), refiriéndose a las hojas fibrosas.
spartinae: epíteto geográfico latíno que significa "de Spartina". 
Sinonimia
- Spartina argentinensis Parodi
- Spartina densiflora var. junciformis (Engelm. & A.Gray) St.-Yves
- Spartina densiflora var. obtusa Hack.
- Spartina gouinii E.Fourn.
- Spartina junciformis Engelm. & A.Gray
- Spartina multiflora Beal
- Spartina pittieri Hack.
- Spartina spartinae (Trin.) Merr. ex Hitchc.
- Vilfa spartinae Trin.[3][4]